# Saint-Quirin
 Saint-Quirin  es una comuna y población de Francia, en la región de Lorena, departamento de Mosela, en el distrito de Sarrebourg y cantón de Lorquin.
Su población en el censo de 1999 era de 873 habitantes.
Está integrada en la Communauté de communes du Pays des Deux Sarres .
Por su belleza y atractivo turístico es uno de los pueblos clasificados como Les plus beaux villages de France.

## Demografía
| 919 | 847 | 903 | 912 | 904 | 873 |
| Para los censos de 1962 a 1999 la población legal corresponde a la población sin duplicidades (Fuente: INSEE [Consultar]) |     |     |     |     |     |